# Los Magueyitos
Los Magueyitos también llamado «El Maguey» o «El Magueyito», es un pueblo en México. Se encuentra en el municipio de Tecoanapa, Guerrero en la región de la Costa Chica, en el sur del país, a 260 km al sur de la capital, la Ciudad de México. Los Magueyitos se encuentra 881 metros sobre el nivel del mar y el número de habitantes es de 783.
El terreno alrededor de los Magueyitos es principalmente montañoso. Los Magueyitos, está situado sobre una altura. En Torno a Los Magueyitos, es muy densamente poblada, con 65 habitantes por kilómetro cuadrado. La comunidad más cercana es Colotepec, 6,3 km al sureste de Los Magueyitos. En los alrededores de Los Magueyitos crece principalmente bosque de sabana. En el área alrededor de Los Magueyitos hay un número inusual de valles.
El clima de la sabana prevalece en el área. La temperatura media anual en la zona es de 24 °C. El mes más caluroso es abril, cuando la temperatura promedio es de 28 °C y el más frío es de septiembre, con 21 °C. el Promedio de precipitación anual es de 1 de 665 milímetros. El mes más lluvioso es septiembre, con un promedio de 347 mm de precipitación, y el más seco es febrero, con 5 mm de precipitación. En el 2010 el Gobierno Federal reportó 18 viviendas que no disponen de energía eléctrica en el Informe anual sobre situación de pobreza y rezago social.

## Cultura
Como en gran parte de la Costa Chica de Guerrero, el aspecto de la festividad está caracterizado por la utilización del género musical «chile frito», también llamado «chilena».

## Datos destacados
En 2014 acontece la desaparición forzada a 43 estudiantes de la Escuela Normal Rural de Ayotzinapa en el municipio de Iguala, Guerrero, hecho que tuvo una gran trascendencia en los medios mexicanos e internaciones. 2 de los estudiantes desaparecidos, Leonel Castro Abarca y Saúl Bruno García son originarios de Los Magueyitos y aún se mantienen en condición de desaparecidos.